# 파비오 미레티
파비오 미레티 (Fabio Miretti, 2003년 8월 3일 ~ )는 이탈리아의 축구 선수이며, 제노아 CFC에서 미드필더로 뛰고 있다.